# Srednja Tušimlja
Srednja Tušimlja (szerbül: Средња Тушимља), település Szerbiában, a Raškai körzet Novi Pazar községében.

## Népesség
- 1948-ban 172 lakosa volt.
- 1953-ban 179 lakosa volt.
- 1961-ben 177 lakosa volt.
- 1971-ben 140 lakosa volt.
- 1981-ben 89 lakosa volt.
- 1991-ben 55 lakosa volt.
- 2002-ben 40 lakosa volt, akik mindannyian szerbek.